# Ковардиці
Ковардиці (рос. Ковардицы) — село у Муромському районі Владимирської області Російської Федерації.
Входить до складу муніципального утворення Ковардицьке сільське поселення. Населення становить 1472 особи (2012).

## Історія
Село розташоване на землях фіно-угорських народів муроми та мещери.
Від 14 квітня 1929 року належить до Муромського району, утвореного спочатку у складі Муромського округу Нижегородської області.
Згідно із законом від 11 травня 2005 року входить до складу муніципального утворення Ковардицьке сільське поселення.

## Населення
| 1859 | 1897 | 1905 | 1926 | 2002  | 2010  | 2012  |
| ---- | ---- | ---- | ---- | ----- | ----- | ----- |
| 468  | ↗563 | ↗769 | ↗849 | ↗1401 | ↗1504 | ↘1472 |